# 华盛顿明星报
《华盛顿明星报》是一份在美国华盛顿出版的报纸，前身是1852年12月16日创建的《华盛顿明星晚报》（The Daily Evening Star）。该报曾是美国最知名且最有影响力的报刊之一，至1950年代中期影响力和销量达到巅峰。1944年至1981年间, 《华盛顿明星报》的作者、记者以及漫画家共获得了10个普利策新闻奖。该报于1981年8月7日停刊。

## 历史
1852年12月16日，《华盛顿明星晚报》（The Daily Evening Star）创刊，最初以4页每日新闻的方式发行。1881年，该报报社搬迁至位于华盛顿宾夕法尼亚大道和11街（11th Street）交接处的8层新址，1900年重新装修，此后于1921年在该地址建立起10层高楼，后被称作“明星楼（Star Building）”。

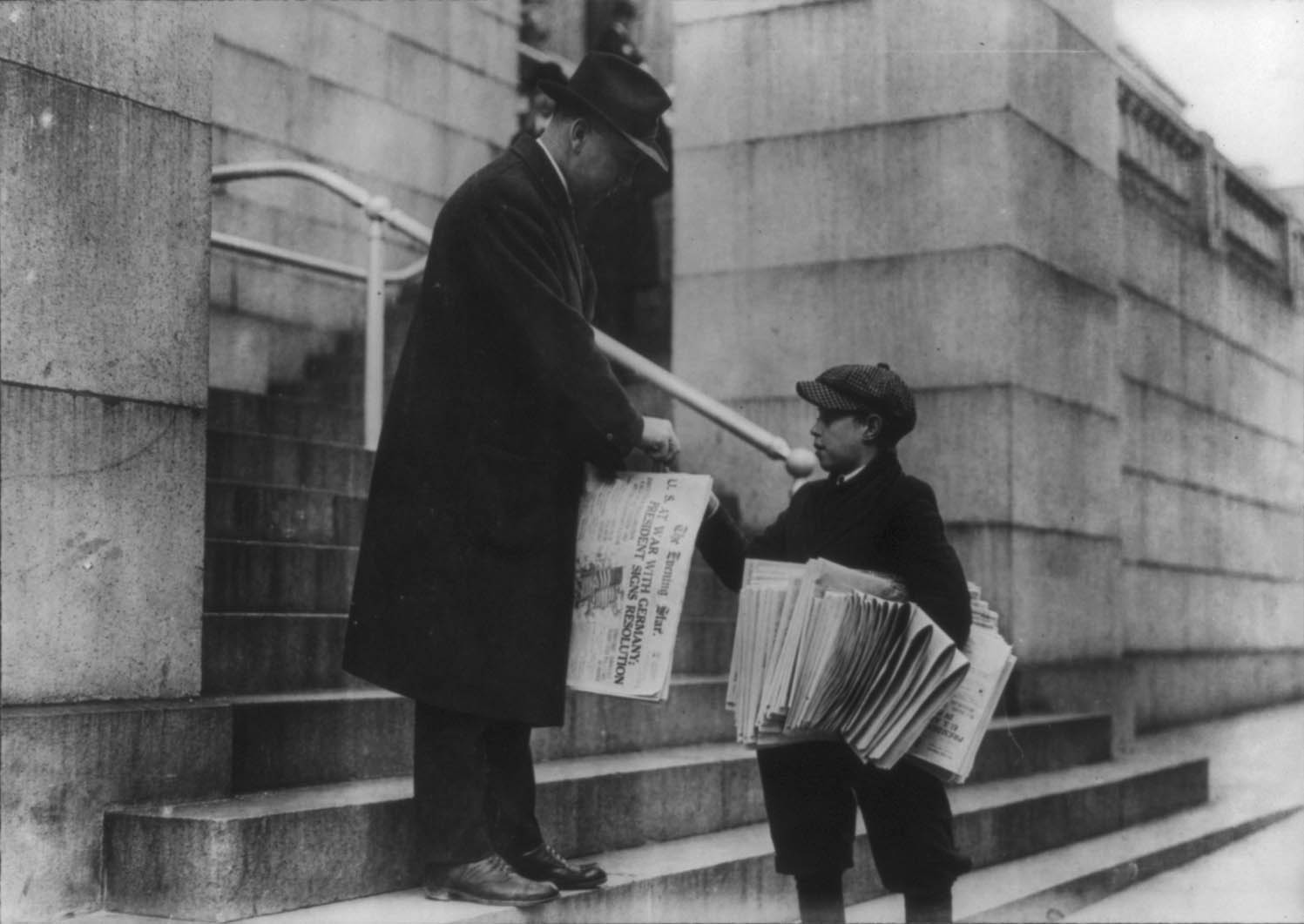
1917年一位男士购买《华盛顿明星报》

1937年，该报成为美国华盛顿第一个拥有电台广播（WMAL）的报刊，并于1947年成为华盛顿第一个拥有电视台（WMAL-TV）的报刊。第二次世界大战期间，该报社派出4名海外记者进行报道。
1952年，该报的影响力和发行量到达巅峰。至1960年代中期，该报被认为是美国保守派刊物，发行量和声望较次于竞争对手《华盛顿邮报》。

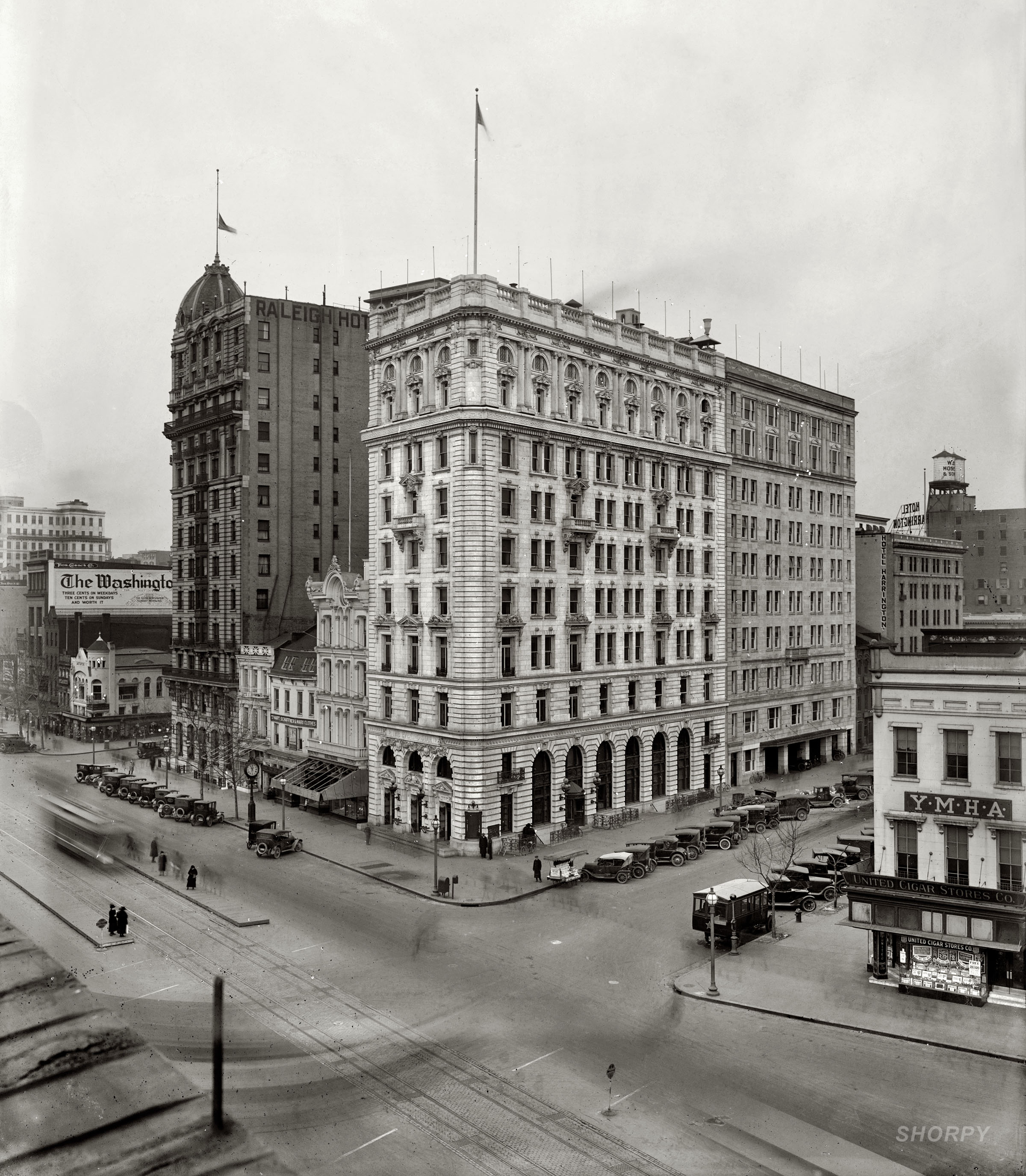
位于美国首都华盛顿的《明星报》报社

但此后，该报刊的发行量和广告收入逐渐下降。1972年，《华盛顿明星晚报》收购了1921年创办的竞争对手《华盛顿每日新闻》（The Washington Daily News），1973年该报纸更名为《华盛顿明星新闻》（The Washington Star News），最终于1975年更名为《华盛顿明星报》（The Washington Star）。
1978年2月2日，《华盛顿星报》被美国时代公司由2000万美金收购。1981年8月7日，该报纸因破产而停刊。此时《华盛顿邮报》成为了华盛顿唯一的主流报纸，直到1982年《华盛顿时报》创立，但从1981年《华盛顿明星报》停刊之后，《华盛顿邮报》就一直在华盛顿占据第一的位置。